# Anisodes delineata
Anisodes delineata är en fjärilsart som beskrevs av W. Warren 1906. Anisodes delineata ingår i släktet Anisodes och familjen mätare. Inga underarter finns listade i Catalogue of Life.